# André Job
André Job (* 2. April 1870 in Lunéville; † 16. August 1928 in Bellevue) war ein französischer Chemiker.

## Leben
Job studierte ab 1891 an der École normale supérieure und promovierte 1899 in Paris. Er war Professor an der Universität Rennes und im selben Jahr Professor für industrielle Chemie an der Sorbonne. 1903 wurde er Professor in Toulouse und ab 1908 Professor für Allgemeine Chemie am Conservatoire national des arts et métiers in Paris. Außerdem lehrte er ab 1925 an der Sorbonne.
Er befasste sich mit der Chemie von Cer und dessen Oxiden und von anderen Lanthanoiden, mit metallorganischen Verbindungen wie Chrom-Carbonyl-Verbindungen.
1927 gründete er mit Jean Baptiste Perrin und André Mayer das  Institut de Biologie Physico-Chimique.

## Schriften
- La mobilité chimique 1922
- Les réactions intermédiaires dans la catalyse 1925